# فوكينو (بريمورسكي كراي)
فوكينو، بريمورسكي كراي (بالروسية: Фокино) هي إحدى مدن روسيا في الكيان الفدرالي الروسي بريمورسكي كراي.

## المناخ
يظهر الجدول التالي التغييرات المناخية على مدار السنة لفوكينو:
| البيانات المناخية لـفوكينو        | البيانات المناخية لـفوكينو | البيانات المناخية لـفوكينو | البيانات المناخية لـفوكينو | البيانات المناخية لـفوكينو | البيانات المناخية لـفوكينو | البيانات المناخية لـفوكينو | البيانات المناخية لـفوكينو | البيانات المناخية لـفوكينو | البيانات المناخية لـفوكينو | البيانات المناخية لـفوكينو | البيانات المناخية لـفوكينو | البيانات المناخية لـفوكينو | البيانات المناخية لـفوكينو |
| الشهر                             | يناير                      | فبراير                     | مارس                       | أبريل                      | مايو                       | يونيو                      | يوليو                      | أغسطس                      | سبتمبر                     | أكتوبر                     | نوفمبر                     | ديسمبر                     | المعدل السنوي              |
| --------------------------------- | -------------------------- | -------------------------- | -------------------------- | -------------------------- | -------------------------- | -------------------------- | -------------------------- | -------------------------- | -------------------------- | -------------------------- | -------------------------- | -------------------------- | -------------------------- |
| متوسط درجة الحرارة الكبرى °م (°ف) | −7.5 (18.5)                | −4.4 (24.1)                | 2.5 (36.5)                 | 9.8 (49.6)                 | 15.1 (59.2)                | 17.6 (63.7)                | 21.9 (71.4)                | 24.1 (75.4)                | 20.6 (69.1)                | 14.0 (57.2)                | 4.3 (39.7)                 | −4.0 (24.8)                | 9.5 (49.1)                 |
| المتوسط اليومي °م (°ف)            | −11.4 (11.5)               | −8.5 (16.7)                | −1.5 (29.3)                | 5.5 (41.9)                 | 10.5 (50.9)                | 14.2 (57.6)                | 18.7 (65.7)                | 21.0 (69.8)                | 16.8 (62.2)                | 9.8 (49.6)                 | 0.5 (32.9)                 | −7.8 (18.0)                | 5.6 (42.2)                 |
| متوسط درجة الحرارة الصغرى °م (°ف) | −15.2 (4.6)                | −12.5 (9.5)                | −5.5 (22.1)                | 1.3 (34.3)                 | 6.0 (42.8)                 | 10.8 (51.4)                | 15.5 (59.9)                | 17.9 (64.2)                | 13.1 (55.6)                | 5.7 (42.3)                 | −3.2 (26.2)                | −11.5 (11.3)               | 1.9 (35.4)                 |
| الهطول مم (إنش)                   | 13 (0.5)                   | 16 (0.6)                   | 24 (0.9)                   | 47 (1.9)                   | 65 (2.6)                   | 90 (3.5)                   | 105 (4.1)                  | 139 (5.5)                  | 114 (4.5)                  | 62 (2.4)                   | 36 (1.4)                   | 20 (0.8)                   | 731 (28.7)                 |
| المصدر: Climate-Data.org          |                            |                            |                            |                            |                            |                            |                            |                            |                            |                            |                            |                            |                            |